# La famille tuyau de poêle
La famille tuyau de poêle (дос. ’Чунак-породица’) је позоришни комад Жака Превера из 1933. године, именован по француској фрази famille tuyau de poêle, који је значајно допринео популаризацији овог израза. Ово дело, написано за позоришну трупу „Groupe Octobre”, представља жестоку и апсурдну сатиру буржоаског друштва, његовог лицемерја, изопачености и опседнутости пристојношћу.

## Историјски и друштвени контекст
Драма је настала у периоду великих социјалних и политичких тензија у Француској. Ране 1930-е биле су обележене последицама Велике депресије, растућом незапосленошћу и оштром поларизацијом између левичарских покрета и нарастајућег фашизма. У том контексту, Превер, као анархиста и симпатизер комунистичких идеја, користи позориште као оружје за друштвену критику.
Комад је написан за Groupe Octobre (Група Октобар), позоришну трупу повезану са Француском комунистичком партијом, која је деловала од 1932. до 1936. године. Њихов циљ је био стварање ангажованог, агитпроп позоришта намењеног радничкој класи. Представе су често изводили у фабрикама током штрајкова, на радничким скуповима и на улицама, са циљем да директно комуницирају са публиком и подстакну је на размишљање и акцију. La famille tuyau de poêle је савршен пример таквог театра: директан, провокативан и бескомпромисан у својој критици владајуће класе.

### Радња драме
Радња се одвија у једном чину, у неуредном стану буржоаске породице Тујо-д-Поал. Породица је састављена од гротескних и карикатуралних ликова који, упркос свом високом друштвеном статусу, живе у моралном и физичком хаосу.
- Адолф (Adolphe) је отац породице, пропали проналазач који ради на апсурдним изумима, попут столице која се покреће педалама како би се „уштеделе ноге радничке класе”. Он је инфантилан, неспособан и тирански настројен, а истовремено показује инцестуозну наклоност према својој ћерки[10].
- Габријела (Gabrielle) је мајка, фрустрирана и хистерична жена која презире свог мужа и одржава тајну везу са младим радником Паулом. Опседнута је чистоћом и пристојношћу, иако је њен сопствени живот пун лажи и прељубе.
- Фернанда (Fernande) је ћерка, приказана као заводљива и глупава. Она флертује са сопственим оцем, а истовремено је и предмет жеље мајчиног љубавника. Њена улога је да разоткрије сексуалну напетост и лицемерје унутар породице.
- Луј (Louis) је син, приглуп и лењ младић који непрестано спава или једе. Он је симбол потпуне дегенерације и пасивности буржоаске омладине[9].
- Бака је клептоманка која краде све што јој дође под руку, чак и од сопствене породице, симболизујући грамзивост и моралну трулеж која се крије иза фасаде старости и мудрости.

Драма почиње хаотичном сценом у којој сваки члан породице показује своју праву природу. Адолф покушава да демонстрира свој најновији изум, док се Габријела жали на неред и припрема за долазак свог љубавника, Паула (Paulo). Пауло, радник и симбол пролетаријата, улази у овај буржоаски свет као катализатор који ће изазвати распад.
Његов долазак покреће низ апсурдних и комичних догађаја. Габријела покушава да сакрије своју аферу, Адолф постаје љубоморан и агресиван, а Фернанда покушава да заведе Паула. Све то ескалира у фарсични сукоб у којем се породица потпуно распада. Инцестуозне тензије избијају на површину, тајне се откривају, а лицемерна фасада „угледне” породице се руши. Врхунац настаје када Адолф, у налету беса, покушава да нападне Паула, али га у томе спречава сопствена неспретност и апсурдност ситуације. Драма се завршава у потпуном хаосу, остављајући публику са сликом једне породице која је имплодирала под теретом сопствених лажи и изопачености.
Превер користи ову причу као оштру критику тадашњег друштва. Породица Тујо-д-Поал није само дисфункционална породица, већ алегорија читаве буржоаске класе – споља пристојне, а изнутра труле, себичне и моралнo банкротиране. Комад је написан у стилу надреализма и „театра окрутности”, са циљем да шокира, насмеје и натера публику на размишљање о темељима на којима почива њихово друштво.